# Helga Schwenke-Speck
Helga Schwenke-Speck (* 22. Dezember 1933 in Leipzig; † 7. Mai 2022 ebenda) war eine deutsche Ärztin und Hochschullehrerin. Sie gehörte zu den Pionierinnen der deutschen Hospizbewegung.

## Studium und Beruf
Schwenke-Speck studierte von 1952 bis 1957 an der Universität Leipzig Medizin und erwarb 1965 den Facharzt für Innere Medizin. Anschließend arbeitete sie über 30 Jahre lang im Bereich Hämatologie und Onkologie am Universitätsklinikum Leipzig sowohl klinisch als auch wissenschaftlich. 1980 wurde sie habilitiert.
Als Oberärztin erwarb sie sich Verdienste im Fachgebiet der Knochenmarkstransplantation. Ihr Einsatz in der „Gesellschaft für Klinische und Experimentelle Immunologie in der DDR“ führte zur Errichtung immunologischer Institute an allen Universitäten der DDR.
Im November 1989 gründete sie den „Freien Verband der Ärzte und Zahnärzte und Naturwissenschaftler in der Medizin“, der in die Gründung des Marburger Bundes, Landesverband Sachsen, mündete, zu dessen erster stellvertretenden Vorsitzenden und späteren Vorsitzenden im Regierungsbezirk Leipzig sie gewählt wurde. 1990 wurde Schwenke-Speck zur Hochschuldozentin für Innere Medizin ernannt und 1994 zur außerplanmäßigen Professorin der Universität Leipzig berufen. Von 1990 bis 1999 war Frau Schwenke-Speck darüber hinaus Mandatsträgerin in der Kammerversammlung und regte 1991 die Errichtung eines Landesausschusses Senioren an, dessen Vorsitz sie übernahm und dessen Arbeit sie bis 2003 maßgeblich prägte.

## Wirken für das Hospizwesen
1993 gründete Schwenke-Speck mit Kollegen den Hospiz Verein Leipzig e.V. Inspiriert wurde sie nach eigener Aussage durch Cicely Saunders, die Begründerin der Hospizbewegung, und den Pfarrer Heinrich Pera in Halle, der sich als erster im Osten Deutschlands mit Hospiz-Aktivitäten beschäftigt hatte. Als Vorsitzende und langjähriges Vorstandsmitglied des Vereines baute sie ehrenamtlich den ambulanten Hospizdienst zusammen mit Ärzten, Pflegefachkräften, Seelsorgern, Sozialarbeitern und anderen auf.
Dank ihres Einsatzes konnte 2002 der bis dahin ambulant agierende Hospiz Verein um eine stationäre Einrichtung erweitert werden. Bei der „Villa Auguste“ handelt es sich um das ehemalige Wohnhaus des Arztes und Dichters Gottfried Benn in Probstheida, einem Stadtteil im Südosten Leipzigs.
Zudem war Schwenke-Speck Mitbegründerin und jahrelanges ehrenamtliches Vorstandsmitglied der Landesarbeitsgemeinschaft Hospiz in Sachsen – heute Landesverband für Hospiz- und Palliativarbeit Sachsen e.V. 2001 wurde sie in den Beirat „Stiftungsunternehmen Hospiz“ der Alfried Krupp von Bohlen und Halbach-Stiftung berufen.
Für ihre Lebensleistung und ihr ehrenamtliches Engagement wurde Frau Schwenke-Speck mit der Verleihung der „Hermann-Eberhard-Friedrich-Richter-Medaille“ der Sächsischen Landesärztekammer geehrt. 2014 wurde ihr für ihr Hospiz-Engagement das Bundesverdienstkreuz 1. Klasse verliehen.

## Privates
Helga Schwenke-Speck war in erster Ehe mit dem Arzt Peter Schwenke verheiratet, der von 1991 bis 1999 Vizepräsident der Sächsischen Ärztekammer war, und in zweiter Ehe mit dem Theologen Karsten Speck, der 1994 auf der Landesliste von Bündnis 90/Die Grünen für den 13. Deutschen Bundestag stand.
Ihr Sohn ist der Leipziger Schriftsteller und Musiker Elmar Peter Schwenke.